# She Dies Tomorrow
She Dies Tomorrow ist ein Thriller von Amy Seimetz. Der Film mit Kate Lyn Sheil in der Hauptrolle kam am 31. Juli 2020 in ausgewählte US-Kinos und wurde am 7. August 2020 von Neon als Video-on-Demand veröffentlicht.

## Handlung
Amy ist fest davon überzeugt, dass sie am nächsten Tag sterben wird. Als sie dies ihrer Freundin Jane, einer Wissenschaftlerin, zu erklären versucht, will diese sie von diesem absurden Gedanken abbringen. Doch Amys Angst vor dem bevorstehenden Tod wird an Jane weitergegeben. Im Schlafanzug taucht Jane auf der Geburtstagsfeier ihrer Schwägerin Susan auf und berichtet ihrem Bruder Jason und zwei anwesenden Gästen von ihrer Angst, zu sterben, und diese scheint alle anderen zu infizieren.

## Produktion

### Filmstab und Besetzung

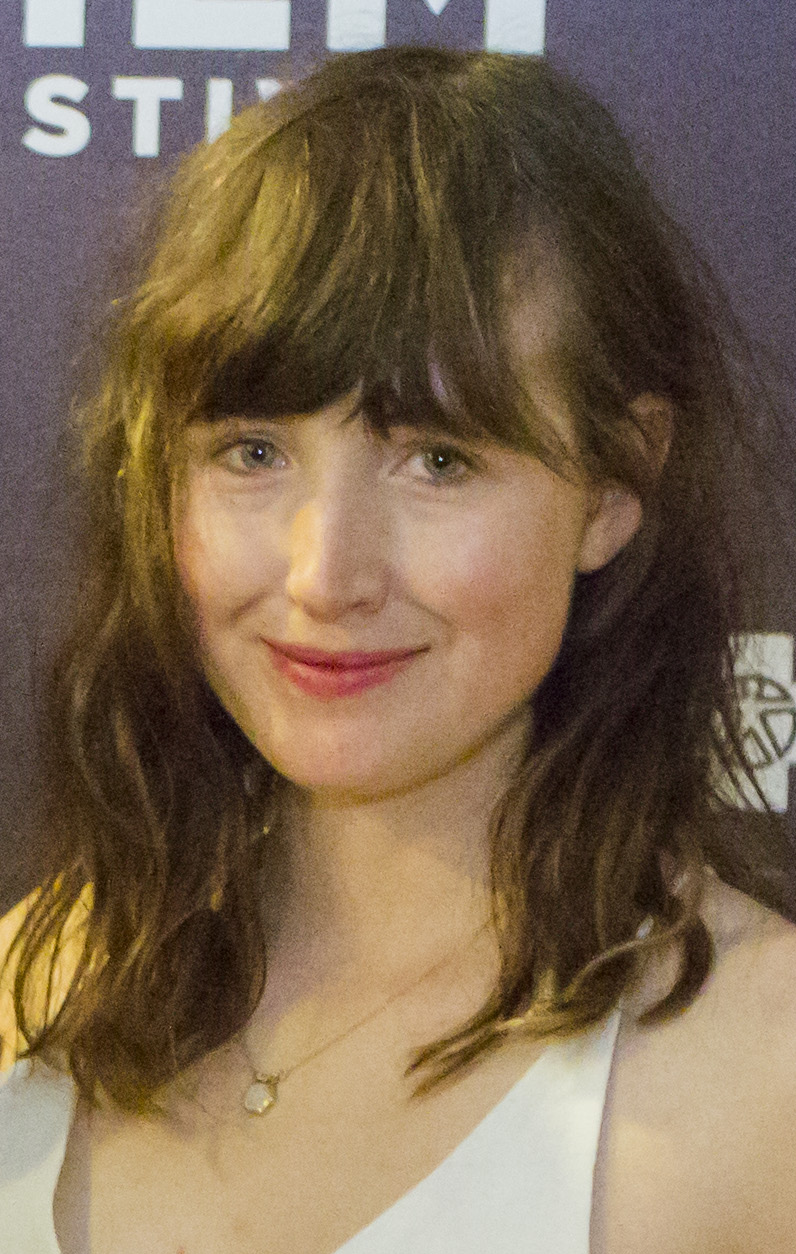
Kate Lyn Sheil spielt in der Hauptrolle Amy

Regie führte Amy Seimetz, die auch das Drehbuch schrieb.
Die Hauptrolle von Amy wurde mit Kate Lyn Sheil besetzt. Jane Adams spielt Amys Freundin Jane, eine Wissenschaftlerin. Katie Aselton spielt ihre Schwägerin Susan, Chris Messina deren Bruder Jason und Jennifer Kim und Tunde Adebimpe die beiden Partygäste Tilly und Brian.

### Veröffentlichung und Soundtrack-Album
Anfang Juli 2020 wurde der erste Trailer vorgestellt. Der Film kam am 31. Juli 2020 in ausgewählte US-Kinos. Am 7. August 2020 wurde er von Neon als Video-on-Demand veröffentlicht. Am gleichen Tag veröffentlichte Milan Records das Soundtrack-Album mit insgesamt neun Musikstücken der Mondo Boys als Download. Mitte September 2020 wurde er beim Internationalen Filmfest Oldenburg und im Oktober 2020 beim Sitges Film Festival vorgestellt.

## Rezeption

### Kritiken
Der Film konnte bislang 84 Prozent aller Kritiker bei Rotten Tomatoes überzeugen und erhielt hierbei eine durchschnittliche Bewertung von 7,3 der möglichen 10 Punkte. Bei Metacritic erhielt der Film einen Metascore von 81 von 100 möglichen Punkten.
Roger-Ebert-Kritikerin Sheila O’Malley schreibt She Dies Tomorrow springe ohne Vorwarnung in der Zeit hin und her, springe von Nacht zu Tag und zurück, und obwohl diese Technik manchmal unnötig ablenkend sei, trage sie zum Gefühl des Zerfalls bei, wenn alles zusammenbricht: Normen, die lineare Zeit und Beziehungen. Ihren scheinbar letzten Lebenstag erlebten die Figuren im Film nicht als eine kollektive Erfahrung, sie rückten nicht zusammen um sich gegenseitig zu trösten, vielmehr sei eine Isolation die Folge der Ansteckung: „Wenn du dem Tod gegenüber stehst, stehst du ihm allein gegenüber.“
Bilge Ebiri bemerkt in Vulture, es sei bemerkenswert, dass Amy Seimetz es irgendwie geschafft habe, etwas zu schaffen, das das Lebensgefühl dieser Tage genau einzufangen, da sie keine Ahnung haben konnte, in welcher Zeit ihr Film veröffentlicht werden würde. Sie vergleicht She Dies Tomorrow mit dem Versuch, Steven Soderberghs Contagion neu zu verfilmen. Was den Film so unheimlich und so unvergesslich mache, sei aber nicht die Darstellung eines viralen Phänomens, wie es zur Zeit zu beobachten ist, sondern das allmächtige Gefühl der Endgültigkeit, die ewig währt, so Ebiri und resümiert: „She Dies Tomorrow ist einer der gruseligsten Filme, die ich seit langer Zeit gesehen habe.“

### Auszeichnungen

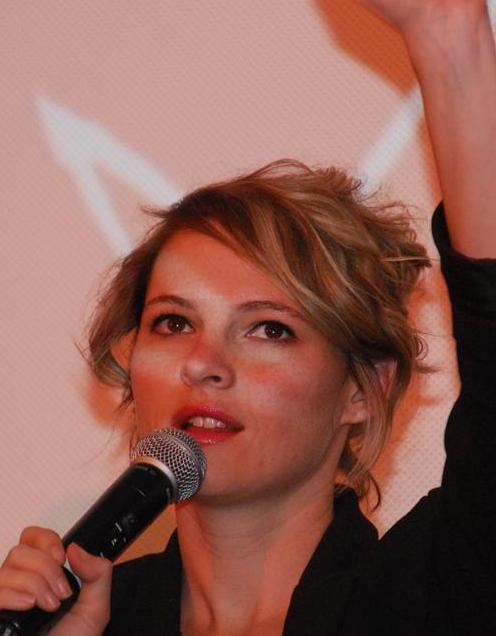
Regisseurin Amy Seimetz

Florida Film Critics Circle Awards 2020
- Nominierung als Beste Nebendarstellerin (Jane Adams)[11]

Independent Spirit Awards 2021
- Nominierung für die Beste Kamera (Jay Keitel)[12]

Sitges Film Festival 2020
- Nominierung als Bester Film im Official Fantàstic Competition (Amy Seimetz)
- Auszeichnung als Bester Fantasyfilm mit dem Carnet Jove Award (Amy Seimetz)[13][14]

South by Southwest Film Festival 2020
- Nominierung für den Adam Yauch Hörnblowér Award (Amy Seimetz)